# Jim Corrigan
Jim Corrigan è il nome di tre personaggi immaginari che comparvero in numerosi fumetti pubblicati dalla DC Comics. Il primo Corrigan comparve in More Fun Comics n. 52 (febbraio 1940), un poliziotto deceduto che agiva da ospite dell'entità Lo Spettro, e fu creato da Jerry Siegel e Bernard Baily.
Il secondo Jim Corrigan era un poliziotto afro-americano che non aveva alcuna relazione con il personaggio originale, e comparve per la prima volta in Superman's Pal Jimmy Olsen n. 149 (maggio 1972). Il personaggio fu creato da John Albano e José Delbo. Successivamente divenne un personaggio di supporto ricorrente in Black Lightning cominciando dal vol. 1 n. 14.
Il terzo Jim Corrigan comparve anni dopo nel n. 12 di Gotham Central, una serie sul Dipartimento di polizia di Gotham City. Il personaggio, creato da Greg Rucka, Ed Brubaker e Michael Lark, anche se simile al primo Corrigan in quanto detective di polizia, non era di nuovo correlato al primo e servì da falsa pista su chi sarebbe divenuto il nuovo Spettro. Successivamente si venne a sapere che questo Corrigan era un malfattore corrotto ed egoista che uccise il suo collega, Crispus Allen; fu poi Allen a diventare l'ospite dello Spettro.

## Jim Corrigan (anni '40)

### Biografia del personaggio e storia editoriale

#### More Fun ComicseAll-Star Comics
Jim Corrigan cominciò la sua carriera come Spettro nei primi anni '40, quando il detective veterano della polizia fu assassinato. Messo nel cemento e gettato nell'acqua dal boss del crimine Gat Benson, l'anima di Jim Corrigan lasciò il suo corpo e andò nell'aldilà. Invece di andare in Paradiso, il suo spirito si rifiutò di passare al di là, e la sua rabbia fu sentita dall'Arcangelo Michele, che legò il suo spirito a quello dello spirito della vendetta di Dio, Lo Spettro. Fu condannato a ritornare sulla Terra per sessant'anni per punire i crimini.
Come Spettro, Jim Corrigan ritornò sul piano mortale come parzialmente umano, dove procedette a far piovere la sua vendetta su Gat Benson e i suoi complici. Nel frattempo, però, la sua fidanzata, Clarice Winston, fu ferita mortalmente. Usando il suo nuovo potere, fu in grado di riportarla in vita, ma successivamente mise fine alla loro relazione al fine di risparmiarle altro dolore. Ruppe anche con il suo partner, e divenne un agente solitario, cercando di distaccarsi dai legami mortali, anche se mantenne il suo lavoro nella forza di polizia.
Dato che la popolarità dei fumetti di super eroi cominciò a calare a metà degli anni '40, lo Spettro ne subì il risultato. Fu ridotto a giocare il ruolo di "angelo custode" a un personaggio incerto chiamato "Percival Popp, il Super Poliziotto". Introdotto nel n. 74, dicembre 1941 (a parte uno scorcio della sua testa in un pannello del n. 73), fu un civile che voleva diventare un investigatore che, con parole sue, si attaccò a Corrigan "tra tutti i detective perché mi è sembrato il più intelligente del gruppo! Lei e io dovremmo essere una combinazione imbattibile, signore!". Nella storia seguente, la Voce permise al corpo fisico di Jim Corrigan, ancora nel cemento sul fondo del fiume, di resuscitare con l'Anello della Vita, che aiutò Lo Spettro a tirarsi fuori dai guai in alcune storie precedenti. Il Guardiano Spettrale scoprì di potersi dividere da Corrigan e mantenere un'esistenza separata. In More Fun Comics n. 90 (aprile 1943), Jim Corrigan in persona fu completamente rimosso dal fumetto - fu arruolato nell'esercito per il servizio durante la Seconda guerra mondiale - e lo status di riduzione dello Spettro ad angelo custode fu completo; divenne persino invisibile a chiunque tranne che a Percy.
Come Spettro, Jim Corrigan fu parte della Justice Society of America, ma fu rimpiazzato nel 1944, dopo di che Jim Corrigan e Lo Spettro furono rimossi dall'Universo DC per più di vent'anni.

#### Spettrovol. 1
Quando Lo Spettro ricomparve in Showcase n. 60 (gennaio-febbraio 1966), Jim Corrigan giocò un ruolo importante, in quanto l'editore Julius Schwartz e lo scrittore Gardner Fox fecero un uso significante della resurrezione del corpo di Corrigan descritto in More Fun Comics n. 75. Mentre il Guardiano Spettrale passava da un mistico piano dell'esistenza a un altro combattendo minacce occulte, Corrigan, ora capitano della forza di polizia di Gateway City, combatteva le sue battaglie personali contro elementi criminali più mondani. Tuttavia, Jim si ritrovò spesso coinvolto nei conflitti dello Spettro. In questa prima storia, un altro spirito di nome Azmodus prese possesso di un criminale di bassa lega, e mentre i due esseri astrali ingaggiarono una battaglia cosmica, i due uomini mortali sgusciarono via.
In Showcase n. 64 (settembre-ottobre 1966), quando Lo Spettro prese possesso del corpo di un uomo morente, Ace Chance, al fine di preservare la scintilla di vita dopo che la sua anima se n'era andata, quello spirito scoprì il vivo ma privo di anima Corrigan ed entrò dentro di lui. Con la forma fisica ospitalizzata e attaccato al supporto vitale di Chance, Lo Spettro capì che non poteva più entrare nel corpo di Jim. Ace non aveva alcun desiderio di prestare il proprio corpo, e cominciò una relazione con l'ereditiera Mona Marcy. Dopo che Chance fece ritorno nel suo corpo, Corrigan si chiese cosa avrebbe fatto con Mona, che non aveva idea di con chi stesse uscendo veramente. Infatti, un anno dopo Lo Spettro si guadagnò un proprio fumetto, e nel n. 2 (gennaio-febbraio 1968), Jim chiese al suo alter ego astrale un po' di privacy, in quanto lui stava uscendo con Mona.
Mentre Mona non fu più menzionata, le cose per Corrigan si fecero più serie. La serie stabilì che la separazione prolungata dal suo corpo corporeo diminuiva le energie dello Spettro, e più di una volta, la forza di volontà di Jim poteva evitare che Lo Spettro rientrasse nel suo corpo. Quest'ultimo esempio trovò Corrigan alle prese con dei criminali che stava seguendo, e la sua richiesta di aiuto verso Lo Spettro causò un'azione dura da parte dello stanco spirito, che ferì un uomo innocente nelle vicinanze. Poco dopo questo episodio, Lo Spettro fu incatenato al Giornale del Giudizio, e Jim non comparve più in quest'epoca.

#### Bronze Age
La volta successiva, Jim Corrigan fu visto nel breve ma controverso Spettro in Adventure Comics dal n. 431 al n. 440 (marzo-aprile 1974 – luglio-agosto 1975). Qui, lo scrittore Michael Fleisher, abilmente spalleggiato dalle illustrazioni atmosferiche di Jim Aparo (Frank Thorne ed Ernie Chan lo scrissero sulle matite rispettivamente una volta e due volte quando la scadenza cominciò ad avvicinarsi), riportarono Lo Spettro indietro ai tempi degli inizi. Come nei primi due anni in More Fun Comics, l'eroe e la sua identità civile erano semplicemente due volti della stessa moneta. Non di meno, la “vita” di Corrigan divenne interessante. Ora un tenente a New York City, Jim investigava sull'omicidio di un facoltoso uomo d’affari, Adrian Sterling, e incontrò la figlia della vittima, Gwen. Nonostante l'asserzione che ogni relazione romantica fosse al di fuori del suo interesse, Gwen si innamorò di Corrigan. Salvandole la vita dall'assassino di suo padre, egli dovette rivelarle la sua vera natura. Gwen cadde sotto l'influenza di un medium. Gli raccontò della situazione di Corrigan, e gli chiese se avesse potuto restituire la sua vita. Sfortunatamente, questi era un falso artista su cui il dipartimento, e Jim in particolare, stavano investigando, che prese il vantaggio di quello che pensava fosse una malattia mentale della donna per intrappolare e infine uccidere Corrigan. In quanto era già morto, il piano gli si ritorse contro orribilmente.
Non molto dopo, un reporter di nome Earl Crawford notò un numero di macabri fini che molti criminali locali stavano incontrano di recente e sospettò una connessione. Mentendo al suo editore su cosa avesse in mente, decise di allearsi con un investigatore della polizia, e di tutti quelli a cui poteva chiedere, il fortunato fu il tenente Jim Corrigan. Crawford alla fine vide Lo Spettro in azione dal vivo. Nonostante fosse un fantasma, Corrigan corrispondeva i sentimenti di Gwen e supplicò nella notte nell'oscurità della sua camera per un po’ di sollievo. Senza dirglielo, la Voce esaudì questa richiesta, e Jim il mattino seguente si risvegliò come un uomo mortale. Corrigan non realizzò questo avvenimento finché non gli fu sparato qualche ora dopo in servizio. Una volta fuori dall'ospedale, fece a Gwen la proposta, e lei accettò. Tuttavia, Corrigan fu nuovamente assassinato dai criminali e di nuovo reinviato sulla Terra dalla Voce come Spettro. Si vendicò sui suoi assassini, e quindi ricomparve a Gwen per darle la notizia.
Un seguito diretto di questa serie comparve qualche anno più tardi in una storia di tre numeri nella serie di Dottor Thirteen che Paul Kupperberg stava scrivendo in Ghost dal n. 97 al n. 99 (febbraio-aprile 1981). Qui, Lo Spettro faceva ancora a pezzi criminali particolarmente brutali e Earl Crawford era ancora alla ricerca di un modo per fermare l'entità sovrannaturale che sapeva esserne responsabile, ma ora il Dr. Thirteen cercava di dimostrare che fosse qualcosa di normale. Anche se Earl e Terry se ne uscirono con l'idea che il tenente Jim Corrigan fosse in qualche modo connesso agli omicidi, le sue comparse qui furono brevi e superficiali.
Un altro sequel di Adventure Comics fu pubblicata sette anni dopo. Una miniserie in formato deluxe, Wrath of the Spectre, vide ristampate le prime dieci storie nei suoi primi tre numeri, e nel quarto presenta, di nuovo illustrato da Jim Aparo e vari inchiostratori, tre storie che furono scritte da Michael Fleisher nel 1975 ma lasciate sul proverbiale scaffale quando la serie fu abbandonata a favore di Aquaman (anche se Fleisher era già negli archivi nel 1980 per aver scritto solo due storie). Qui, Earl Crawford fu accusato di aver assassinato un criminale che di fatto era stato eliminato dallo Spettro, ma trovato innocente per motivi di insanità mentale, fu internato in un manicomio. Corrigan dimostrò compassione, prima facendo andare Gwen Sterling sotto copertura a confortarlo, e poi usando i poteri dello Spettro per ripulirgli il nome.
Jim Corrigan comparve in ognuno dei tre numeri in cui si alleò con Batman in Batman: The Brave and the Bold in quest’epoca, in uno dei quali fu incluso un combattimento contro il malvagio stregone Wa’arzen (n. 116, dicembre 1974-gennaio 1975; n. 180, novembre 1981; n. 199, giugno 1983). In un altro caso non servì a nulla: nel nuovo All-Star Comics, Jim Corrigan, questa volta un ispettore del GCPD, fu visto nel n. 70, gennaio-febbraio 1978.

#### Lo Spettro(vol. 2)
Tra i molti cambiamenti effettuati dalla DC Comics al personaggio durante l'ultima metà degli anni ’80 (dopo la Crisi sulle Terre infinite), Lo Spettro (e di conseguenza Jim Corrigan) fu grandemente depotenziato. Primo, alla conclusione della storia “American Gothic” presente nella serie di Swamp Thing di Alan Moore, Lo Spettro fu sconfitto da incarnazioni malvagie mentre avanzavano per distruggere il Paradiso. Alla fine, Lo Spettro, in Last Days of The Justice Society of America, fallì nel risolvere la situazione e fu punito da Dio per il suo fallimento. Sotto la conduzione di Doug Moench divenne quasi una figura mistica generica, mentre Corrigan divenne un detective di un'agenzia dell'occulto.
Questo fu un fatto degno di nota poiché adesso Jim e Lo Spettro erano due entità separate (anche se il corpo di Jim Corrigan era di fatto un perciò dell'ectoplasma dello Spettro, come si seppe più avanti). Il corpo di Corrigan serviva sempre da ospite dello Spettro, ma questo poteva muoversi per conto proprio anche per un giorno intero, dopo di che necessitava di ritornare nel corpo di Jim per riprendere le proprie energie. Questo permise a Corrigan di allearsi con Lo Spettro (piuttosto che fare dei due una sola persona), essenzialmente dividendo il “peso del lavoro” in due, dato che uno poteva pensare alle ricerche e l'altro poteva portare a termine il lavoro. Questo permise anche a Corrigan di diventare di nuovo un detective a tempo pieno.
Ciò nonostante, se i due si separavano per troppo tempo, sarebbe stato un disastro per entrambi, e così Madame Xanadu, che non era essenziale nel ritorno dello Spettro sulla Terra (e “separando” Jim Corrigan) ma mantenne il suo piano di operazione nello stesso edificio dell'agenzia di Corrigan, presentò un guardiano per Corrigan. L'attraente giovane donna, Kim Liang, non divenne solo la segretaria di Jim, ma anche una custode, essendo essa un pezzo dell'anima di Xanadu (anche se non si sapeva, all'epoca). Successivamente, l'importanza di Xanadu in queste azioni misero le basi per il suo ruolo nella vita di Corrigan quando John Ostrander cominciò a lavorare a un nuovo fumetto dal titolo Spectre.

#### Lo Spettro(vol. 3)

##### Dal n. 1 al n. 12
Lo status quo di Jim Corrigan cambiò quando John Ostrander divenne lo scrittore di una nuova serie sullo Spettro. Jim Corrigan e Lo Spettro ora erano una cosa sola ancora una volta, e si trasferì altrove dalla sua agenzia. Durante il periodo di Ostrander, Jim Corrigan cominciò a entrare in conflitto con Lo Spettro poiché cominciò a crescere come persona. Capì che i suoi metodi non funzionavano più nel mondo in cui viveva, e fu costretto a fare certe concessioni.
La trasformazione di Corrigan cominciò nei primi numeri del nuovo volume. Incontrò Amy Beitermann, un'assistente sociale e l'Ispettore Nate Kane, un amico di Amy. Mentre investigava nel vecchio omicidio di una donna, Corrigan capì che anche se era in grado di risolvere l'omicidio, non era in grado di capire la vittima, il cui fantasma continuava ad aleggiare sulla scena della propria morte. Quando Corrigan scambiò i propri pensieri con Amy, questa capì i veri motivi di Jim, “confrontare e comprendere il male”, un nuovo elemento introdotto da Ostrander. Amy servì da guida spirituale di Jim da lì in poi, finché non fu uccisa da un assassino seriale nel n. 12.

##### Dal n. 13 al n. 26
Agitato, Jim si rivolse alla chiesa, dove incontrò Padre Richard Craemer (un personaggio introdotto da Ostrander in Suicide Squad), in qualche modo molto ortodosso al riguardo, spesso in disaccordo con i metodi della chiesa. Dopo la confessione di Corrigan, Craemer gli diede un consiglio, menzionando Vlatava, un paese fatto a pezzi dalla guerra civile.
Lo Spettro rase al suolo il paese di Vlatava e concluse che al fine di eliminare il male, era necessario distruggere la Terra. Lo Straniero Fantasma radunò un gruppo di magi per combatterlo, e Madame Xanadu convocò lo stregone israelita Ramban (sempre un personaggio di Ostrander usato in Suicide Squad) e Craemer. Il gruppo, guidato dallo Straniero Fantasma, affrontò Lo Spettro controllato da Eclipso mentre l'altro gruppo raggiungeva l'anima di Corrigan. Grazie a Craemer, Corrigan riuscì a riprendere il controllo dello Spettro e a vedere gli errori commessi. Comparve l'Arcangelo Michele, affermando che finalmente Corrigan poteva veramente fare il suo lavoro come Lo Spettro. Da quel momento in poi, Craemer divenne un consigliere spirituale per Jim.
Lo Spettro, tuttavia, era considerato una minaccia dal governo americano, e con l'aiuto del Professor Hazard si confrontò con Superman, che reggeva la Lancia del Destino, l'unica arma nota in grado di ferire Lo Spettro. Questo, alla fine, riuscì a sconfiggere Superman e bandì la Lancia. Corrigan imparò che, a lui sconosciuto, stava mantenendo in vita la sua vecchia fidanzata, Clarice Winston, con i suoi poteri. Fu quasi uccisa da sua nipote Clarissa, e come punizione, Lo Spettro scambiò le loro anime.

##### Dal n. 27 al n. 36
Azmodus fece il suo ritorno e restituì a Clarissa Winston (ora intrappolata nel corpo di sua nonna) la sua giovinezza. Questo corpo era sempre connesso allo Spettro, di conseguenza Azmodus poteva toccarne il potere. Lo Spettro si confrontò con Azmodus, ma fu catturato e rimase scioccato di scoprire che in passato Azmodus fu uno degli ospiti dello Spettro. I suoi amici, Padre Craemer e Nate Kane, riuscirono a liberarlo e a sconfiggere Azmodus, separando Caraka, il primo ospite dello Spettro, dal demone a cui era legato. Al fine di sconfiggere del tutto Azmodus, però, Lo Spettro dovette recidere il collegamento vitale con il corpo di Clarice; decise quindi di riscambiare le anime di Clarice e di sua nipote, ora pentita. Mentre Clarice andò in Paradiso, si scoprì che era l'anima gemella di Caraka, e che fu attratta da Jim a causa della loro somiglianza. Dopo questo inganno, Jim Corrigan continuò a servire come Spettro, ora sempre più vicino alla redenzione, con Craemer come suo consigliere.
Al fine di ritrovare la sua connessione con il genere umano, Jim Corrigan si fece assegnare come partner di Nate Kane, e i due divennero compagni di squadra. Alla fine, Lo Spettro fu sedotto da Neron e a Jim fu permesso di entrare in Paradiso, ora separato dallo Spettro, ma rifiutò. Riprese il controllo dello Spettro, anche se si rese conto che non era più controllabile come pensava.

##### Dal n. 37 al n. 50
A Nate Kane fu sparato, e i due rimasero coinvolti in un complotto che riguardava un mistico talismano che rappresentava l'iconica America. Vicino alla fine di questa ricerca dei vari pezzi infranti del talismano, Nake Kane e Jim Corrigan furono di nuovo costretti a entrare più in confidenza in quanto Jim dovette entrare nel corpo di Nate al fine di guarirlo dopo una breve avventura in cui dovette utilizzare i poteri dello Spettro per mantenere la Terra viva durante la Notte Finale.
Durante la corsa per la ricerca del talismano, Jim arriva a nuove intuizioni, in quanto non solo incontra lo spirito del suo vecchio amico di infanzia Albero Solitario, ma dovette anche confrontarsi con il fatto che era un uomo degli anni ’30. Come poliziotto tutto d’un pezzo degli anni ’30, Corrigan era un uomo diverso che affrontava situazioni diverse.
Corrigan fu quindi in grado di vedere il corrente mondo americano, inclusa la segregazione degli afroamericani, l'abuso dei nativi americani, ma anche la soggiogazione delle donne (e la connessa caccia alle streghe) e altre parti del passato dell'America.
Alla fine, con l'aiuto dei suoi amici, e vari spiriti che rappresentavano lo spirito dell'America di oggi, fu creato un nuovo talismano, e Jim si ritrovò a cambiare in un uomo diverso, in quello che credeva essere un uomo migliore.

##### Dal n. 51 al n. 62
Dato che Kane e Jim Corrigan condividevano il corpo di Kane, Nate cominciò a vedere alcuni ricordi di Corrigan riguardanti un caso di omicidio degli anni ’30. Intrigato, Nate investigò più a fondo e arrivò alla conclusione dei fatti che forse Corrigan poteva essere stato un assassino prima del suo coinvolgimento con Lo Spettro. Nel frattempo, Lo Spettro diventava più selvaggio, tra le altre cose uccidendo tutti i colpevoli di un braccio della morte in un carcere di New York. Craemer cercò ancora di guidarlo. Corrigan scoprì cosa stava facendo Kane e i due si separarono. Come punizione per l'omicidio dei detenuti del carcere di New York, Corrigan aiutò a dimostrare l'innocenza di un uomo che non uccise, ma perse nuovamente il controllo, uccidendo un gruppo di poliziotti corrotti. In questo periodo, incrociò la sua strada con Michael Holt, che egli influenzò perché diventasse il nuovo Mister Terrific.
Lo Spettro continuò in questo modo senza pietà, dispensando giustizia su ogni persona colpevole che incrociava il suo cammino. Alla fine incontrò Nate Kane e la donna che in precedenza credeva di aver ucciso. Cercando di venire alle prese con i suoi peccati come quelli della donna (aveva ucciso sua madre e cercò di incastrare Corrigan), la nipote della donna uccise sua nonna in un atto di pietà per la paura di ciò che Lo Spettro avrebbe potuto farle. Costretto a giudicarla, Corrigan e Lo Spettro combatterono e decisero che necessitavano del giudizio di Dio nella loro esistenza.
Con grande sorpresa, Dio era scomparso, così come il Paradiso. I due decisero di lavorare insieme e visitarono diversi pantheon, così come entrarono nel Muro della Fonte. Dopo aver trovato due criptici messaggi, Lo Spettro chiese di parlare con Dio. Egli era bombardato dalla natura di Dio e divenne uno con ogni particella dell'universo. Questa esperienza mise di nuovo in conflitto Lo Spettro e Corrigan, e portato al limite, furono espulsi dal Muro della Fonte. Scoprirono poi che il vuoto tra i due era diventato così grande da potersi separare. Su consiglio di Padre Craemer, i due viaggiarono dentro se stessi e alla fine si confrontarono con un Dio apparentemente pazzo che somigliava al padre di Corrigan.
Dio assunse la forma del padre di Corrigan, un predicatore viaggiante, perché era la persona più influente di Corrigan durante la sua giovinezza. Il padre di Jim cercò di imprimere la sua veduta del bene e del male in bianco e nero su di lui (spesso tramite abusi verbali e fisici) anche se anche lui spesso cadeva nel peccato. Alla fine, il suo piano fu scoperto e si scoprì che Jim era stato sottoposto al test finale ed era pronto per abbandonare il mantello dello Spettro.
Con l'aiuto dello Spettro, al vecchio (e morto) corpo di Jim Corrigan fu data un'appropriata sepoltura e al suo funerale furono presenti molti super eroi e amici. Quindi, Jim abbandonò Lo Spettro, e mentre Padre Craemer porgeva i suoi ultimi rispetti al suo amico, dai cieli, fu scavato un messaggio sulla lapide di Jim Corrigan che recitava “Jim Corrigan, servo di Dio”.

#### Il Giorno del Giudizio
Anche se Corrigan fu sepolto, il potere dello Spettro era ancora nel mondo. Durante la miniserie Il Giorno del Giudizio, Lo Spettro fu controllato dall'angelo caduto Asmodel, che utilizzò la stupefacente potenza dello Spettro per congelare l'Inferno e scatenare le orde di demoni sulla Terra.
Nello sforzo di fermare Lo Spettro, gli eroi magici si divisero in gruppi, di cui uno di questi fu inviato a recuperare l'anima di Jim Corrigan così che potesse reclamare il mantello dello Spettro. Tra i suoi amici della Justice Society of America e il suo amore Amy in Cielo, Corrigan rifiutò di lasciare l'aldilà per riunirsi allo Spettro, affermando che era finalmente in pace e che il suo tempo in Paradiso aveva consumato la sua volontà al punto di non poter più controllare Lo Spettro. Gli eroi decisero di rispettare il desiderio di Jim e alla fine reclutarono l'anima di Hal Jordan dal Purgatorio perché diventasse il nuovo ospite dello Spettro. Lo Spettro accettò quando dichiarò che Jordan meritava di essere punito per le sue azioni in vita. Successivamente, Corrigan ricomparve per dare a Jordan la sua benedizione.
Durante la recente resurrezione di Spirit King – dovuta al tentativo di Hal di trasformare il ruolo dello Spettro nello spirito della redenzione avendo indebolito la presa dello Spettro sugli spiriti che aveva condannato in passato – comparve Padre Craemer per cercare di avvisare Hal Jordan su come riottenere il controllo sullo spirito, dicendo che Jim Corrigan lo aveva inviato ad aiutarlo, ma fu lasciato inspiegato se fu direttamente contattato da Jim Corrigan o se semplicemente volesse intendere che la sua esperienza con Jim lo aveva aiutato a riconoscere che cosa accadde e lo ispirò ad aiutarlo in nome del suo vecchio amico.

#### The New 52
Nel settembre 2011, The New 52 riscrisse la continuità DC. In questa nuova linea temporale, Jim Corrigan è un detective di Gotham City la cui fidanzata fu rapita. Qui, è guidato dallo Straniero Fantasma su istruzione della Voce. Egli guida Jim Corrigan al magazzino abbandonato dove la ragazza è tenuta in ostaggio, ma si rivela essere una trappola. Jim e la sua ragazza rimangono uccisi dai rapitori e quindi, questi viene trasformato nello Spettro, che accusò lo Straniero Fantasma di averlo tradito. Come Spettro cercò di attaccare lo Straniero Fantasma, ma la Voce intervenne e inviò Lo Spettro a scatenare la sua ira su coloro che la meritavano di più.
Fu rivelato che la Voce lo scelse, così come lo Straniero Fantasma, per essere “lo specchio del suo desiderio di giustizia” (anche se Corrigan credeva che fosse della vendetta) e gli donò poteri divini. Jim fece ritorno come detective nella polizia di Gotham City. Jim, ora pieno di rabbia, compiva i suoi compiti come Spettro praticando la vendetta piuttosto che la giustizia, finché lo Straniero Fantasma non attaccò il suo territorio professionale, convincendolo che fu lui a rapire la sua famiglia come atto di vendetta. Dopo essersi battuti fisicamente e verbalmente, la “Voce” (Dio) stessa intervenne nella forma di uno Scottish Terrier (il suo senso dell'umorismo) e informò lo Straniero Fantasma del suo errore e lo mise sulla giusta via. La “Voce” rimise anche Corrigan ai suoi doveri e gli disse che era li per esercitare giustizia e non ira.
Nel sequel di Watchmen, Doomsday Clock, Lois Lane trovò una flash-drive in mezzo al caos mentre si trovava al Daily Planet. Mostrò immagini dello Spettro e del resto della Justice Society.

## Jim Corrigan (anni ’70)

### Biografia del personaggio
Un poliziotto afroamericano con base a Metropolis che lavorò insieme a Jimmy Olsen e Black Lightning. Comparve per la prima volta in Superman's Pal Jimmy Olsen n. 149 (maggio 1972). Successivamente divenne un personaggio di supporto regolare in Black Lightning a cominciare dal vol. 4 n. 1.

## Jim Corrigan (anni 2000)

### Biografia del personaggio
Un ufficiale dell'Unità Scena del Crimine nel Dipartimento di Polizia di Gotham City, Jim Corrigan, è, come molti poliziotti di quella città, corrotto. Abusa quotidianamente della sua posizione vendendo oggetti delle scene del crimine, come proiettili e altri articoli stravaganti perduti dai criminali della città.
Anche se la divisione Affari Interni era al corrente delle sue attività, non poteva intervenire a causa dell'incontro accidentale di Corrigan con Renee Montoya, dell'Unità Crimini Maggiori, quando Crispus Allen fu accusato di omicidio.
Allen, che detestava il fatto che Corrigan se n’era andato a causa del desiderio di Montoya di proteggerlo, cominciò ad investigare su Jim. Appena l'investigazione cominciò ad essere fruttuosa però, Corrigan sparò ad Allen e lo uccise.
Questo spinse il GCPD ad arrestare Corrigan, ma sfortunatamente passarono l'incidente a Montoya, insieme a un alibi decente, che diede a Corrigan la difesa necessaria ad evitare il processo e quindi il carcere.
Montoya, che era cieca di furia e stava lentamente cadendo in una profonda depressione a partire da pochi mesi, era caduta in pezzi con la perdita di Allen. Irruppe nell'appartamento di Corrigan, e dopo aver messo fuori combattimento la sua ragazza, minacciò di uccidere Jim. Quello che un tempo era un poliziotto smargiasso e pieno di sé scoppiò in lacrime pregando Montoya di non ucciderlo. Nonostante la sua sete di vendetta, Montoya lo lasciò andare e quindi diede le dimissioni dal lavoro.
Nel numero finale della miniserie di tre numeri Crisis Aftermath: The Spectre, una miniserie che vedeva Crispus Allen alle prese con il suo nuovo ruolo come Lo Spettro, si scoprì che Corrigan aveva passato del tempo bevendo, dopo l'attacco di Montoya (Allen lo trovò in questo modo, ma non si vendicò – troppo facile e troppo personale), ma una notte inciampando in un vicolo si confrontò con il figlio di Allen, Mal, che sparandogli diverse volte lo uccise. Storie successive identificarono l'assassino di Corrigan come il fratello di Mal, Jacob Allen.

## Altre versioni

### Kingdom Come
Nella miniserie di quattro numeri della Elseworld, Kingdom Come, Lo Spettro è semplicemente Jim Corrigan, un'anima una volta umana dotato di poteri angelici da Dio. In un mondo vicino all'apocalisse, Lo Spettro portò un predicatore di nome Norman McCay attraverso gli eventi di un possibile futuro nell'Universo DC. Qui, Lo Spettro determina chi è responsabile per un imminente evento apocalittico. Tuttavia, qui le sue “facoltà non sono quelle che erano un tempo”, e si dice che necessitò una prospettiva esterna per giudicare correttamente gli eventi di cui furono testimoni.
Una conversazione tra McCay e Deadman rivelò che, con il passare del tempo, Corrigan fu piano piano sempre più lontano dalla sua umanità, ora indossando soltanto il mantello che copre un corpo che altrimenti sarebbe nudo (simile a quello di Dottor Manhattan). La sua umanità gli venne ricordata da McCay perché vedesse le cose attraverso la prospettiva dell'uomo che era una volta e decise che non c’era nessuno da incolpare. Corrigan divenne quindi un membro della congregazione di McCay e divennero amici.
Nell'epilogo, ambientato in un ristorante a tema super eroico, Jim espresse irritazione che il piatto che ebbe il suo nome, il “Panino dello Spettro”, era un panino con un mix di spinaci e formaggio.

### Justice League Unlimited
Jim Corrigan comparve nel fumetto Justice League Unlimited n. 37. Aiutò Batman e Shayera Hol a riportare la sua controparte, Lo Spettro, sotto il suo controllo.

### Vertigo
Il detective della polizia Jim Corrigan comparve in Sandman Mystery Theatre n. 42 (settembre 1996). In quanto serie della Vertigo, la canonicità sull'Universo DC è ignoto.

## In altri media

### Film
- Jim Corrigan viene menzionato in The Gotham Times (una campagna pubblicitaria virale del web per il film Il Cavaliere Oscuro) come uno dei numerosi poliziotti indagati per corruzione.
- Lo Spettro di Jim Corrigan comparve sulla copertina di un fumetto correlato a Watchmen chiamato Under The Hood.
- Jim Corrigan compare come Lo Spettro nel corto animato DC Showcase: The Spectre. Fu doppiato in originale dall'attore Gary Cole.

### Televisione
- La versione dello Spettro di Jim Corrigan compare in diversi episodi della serie animata Batman: The Brave and the Bold, doppiato in originale dall'attore Mark Hamill.
- Jim Corrigan comparve nella serie televisiva Constantine, interpretato dall'attore irlandese Emmett Scanlan, come poliziotto di New Orleans[29].
- Jim Corrigan è interpretato da Stephen Lobo nel crossover Arrowverse: Crisi su terre infinite.[30]